# Phare de Tue Marshes
Le phare de Bells Rock (en anglais : Bells Rock Light), était un phare offshore de type screw-pile lighthouse situé à l'embouchure de la York River, dans la baie de Chesapeake, Comté de York en Virginie. Il a été remplacé, en 1960, par une balise moderne qui a été désactivé en 2012.

## Historique
Cette maison-phare a été érigée en 1875 . À l'origine, l'emplacement était appelé "Too Marshes", mais l'orthographe actuelle a été adoptée vers 1900. La fondation carrée moins commune était complétée par des piliers d'ailes aux extrémités est et ouest. 
Le phare a été démantelé en 1960. Une tour à ossature d'acier a été placée sur l'ancienne fondation. Cette lumière n'est plus en service depuis 2012.
Identifiant : ARLHS : USA-856 ; ex-USCG : 2-13505 ; ex-Admiralty : J1510 . 

### Lien connexe
- Liste des phares en Virginie